# Kazuhiro Koshi
Kazuhiro Koshi (jap. 越 和宏 Koshi Kazuhiro; ur. 23 grudnia 1964 w Ōtaki) – japoński skeletonista, olimpijczyk.

## Kariera
Pierwszy sukces w karierze osiągnął w sezonie 1997/1998, kiedy zajął drugie miejsce w klasyfikacji generalnej Pucharu Świata, ulegając tylko Niemcowi Williemu Schneiderowi. Wynik ten powtórzył trzy lata później, kiedy wyprzedził go tylko Lincoln DeWitt z USA. Zajął także trzecie miejsce w sezonie 2002/2003, plasując się za Chrisem Soule’em i Kanadyjczykiem Jeffem Painem.
Nigdy nie zdobył medalu na międzynarodowej imprezie. Najlepszy wynik osiągnął podczas mistrzostw świata w Nagano w 2003 roku, gdzie był czwarty. W zawodach tych przegrał walkę o podium z Bradym Canfieldem z USA o 0,36 sekundy. W 2002 roku wystartował na igrzyskach olimpijskich w Salt Lake City, zajmując ósme miejsce. Jeszcze dwukrotnie startował na imprezach tego cyklu, jednak plasował się poza czołową dziesiątką.